# Nosavana phoumii
Nosavana phoumii – gatunek chrząszcza z rodziny kózkowatych i podrodziny zgrzypikowych. Jedyny przedstawiciel rodzaju Nosavana.

## Zasięg występowania
Azja Południowo-Wschodnia, występuje w Laosie.